# Источник (Иркутская область)
Исто́чник — посёлок в Шелеховском районе Иркутской области России. Входит в состав Подкаменнского сельского поселения.

## География
Посёлок находится на расстоянии примерно 34 км к юго-западу от города Шелехов, административного центра района.

## Население
| 2002 | 2010 | 2011 | 2012 |
| ---- | ---- | ---- | ---- |
| 19   | ↗20  | →20  | ↘11  |

### Половой состав
Согласно результатам переписи 2002 года, численность населения посёлка составляла 19 человек (9 мужчин и 10 женщин).
Согласно результатам переписи 2010 года,, в посёлке проживало 20 человек (10 мужчин и 10 женщин).

## Улицы
Уличная сеть посёлка состоит из одной улицы (ул. Железнодорожная).